# Theope christiani
Espèce
Theope christiani est une espèce d'insectes lépidoptères de la famille des Riodinidae et du genre Theope.

## Taxonomie
Theope christiani a été nommé par Jason Piers Wilton Hall et Keith Richard Willmott (d) en 1999.

## Écologie et distribution
Theope christiani n'est présent qu'au Guyana.

### Protection
Pas de statut de protection particulier.